# Фосфор
Фо́сфор (P) — хімічний елемент 15-ї групи (згідно із застарілою класифікацією — головної підгрупи п'ятої групи) третього періоду періодичної системи хімічних елементів; неметал; атомний номер 15. Атомна маса 30,97376. Один з найпоширеніших елементів земної кори: 0,08-0,09% її маси. У вільному стані не зустрічається через високу хімічну активність. У природі відомий один стабільний ізотоп — 31Р. Відомі оксиди фосфору P2O5, P2O3, пероксид P2O6, карбід РС3. Утворює близько 190 мінералів, найважливішими з яких є апатит Ca5(PO4)3(F, Cl, OH), фосфорит та інші. Фосфор міститься у всіх частинах зелених рослин, ще більше його в плодах і насінні (див. фосфоліпіди). Міститься в тканинах тварин, входить до складу білків та інших найважливіших органічних сполук (аденозинтрифосфат (АТФ), дезоксирибонуклеїнова кислота (ДНК)), є біогенним елементом.

## Історія
Фосфор відкритий гамбурзьким алхіміком Геннігом Брандом у 1669 році. Подібно до інших алхіміків, Бранд намагався відшукати еліксир життя або філософський камінь, а отримав речовину, яка світиться. Цим відкриттям Бранд не збагатився і продав спосіб отримання Даніелю Крафту (Johann Daniel Kraft), який заробив на цьому статок. Трохи згодом фосфор отримав інший німецький хімік — Йоганн Кункель. Незалежно від Бранда і Кункеля фосфор отримав Роберт Бойль, який описав його в статті «Спосіб приготування фосфору з людської сечі», датованій 14 жовтня 1680 та опублікованій 1693. Удосконалений спосіб отримання фосфору був опублікований 1743 Андреасом Маргграфом. Існують дані, що фосфор вміли отримувати арабські алхіміки у XII столітті.
Те, що фосфор — проста речовина, довів Антуан Лавуазьє.

## Походження назви
У 1669 році німецький алхімік Генніг Бранд при нагріванні суміші білого піску і випаруваної сечі отримав речовину, що світилася в темряві, названу спочатку «холодним вогнем», а пізніше фосфором, від грец. φως-φορος — світлоносний.

## Поширення в природі
Фосфор досить поширений елемент (0,08 % маси земної кори). Концентрація у морській воді 0,07 мг/л. В природі він зустрічається винятково у зв'язаному стані. Найважливішими природними сполуками фосфору є мінерали фосфорит Са3(PO4)2 і апатит, який у своєму складі містить, крім Са3(PO4)2, CaP2 або CaCl2.
Багаті родовища апатиту є на Кольському півострові, а також у південному Казахстані (гори Каратау), на Уралі, в Естонії, Ленінградській і Московській областях Російської Федерації, в Україні і в інших місцях.
Фосфор є також постійною складовою частиною живих організмів — рослин і тварин. Особливо значні його кількості містяться в кістках тварин (і людини) у вигляді фосфату кальцію Са3(PO4)2. Крім того, фосфор входить до складу нуклеїнових кислот та білків.
В 2023 році, фосфор було виявлено в далекому космосі, а саме, на краю Чумацького Шляху. Для цього дослідники використали радіотелескопи, щоб спостерігати холодну пилову хмару газу на краю нашої Галактики, яка знаходиться на великій відстані від її центру. Були виявлені сигнатури молекул, які містять фосфор, а саме, такі як монооксид фосфору та мононітрид фосфору. Це переконливо свідчить про присутність фосфору у віддаленій галактичній хмарі. Виявлення фосфору в цій далекій хмарі свідчить про можливість існування життя відносно далеко від центру Галактики. Пізнання цього факту стимулює астрономів шукати планети і життя саме в глибині Чумацького Шляху.

### Прогноз скорочення запасів
Як сільськогосподарське добриво, замість того, щоб повернутись у ґрунт, з якого він походить, — через рослинні та тваринні відходи — наразі фосфор найчастіше подорожує до міст разом з врожаєм, і зрештою вимивається нашими каналізаційними системами у море.  Якщо ситуація не зміниться, за різними підрахунками фосфору нам може вистачити від 35 до 400 років.

## Фізичні властивості

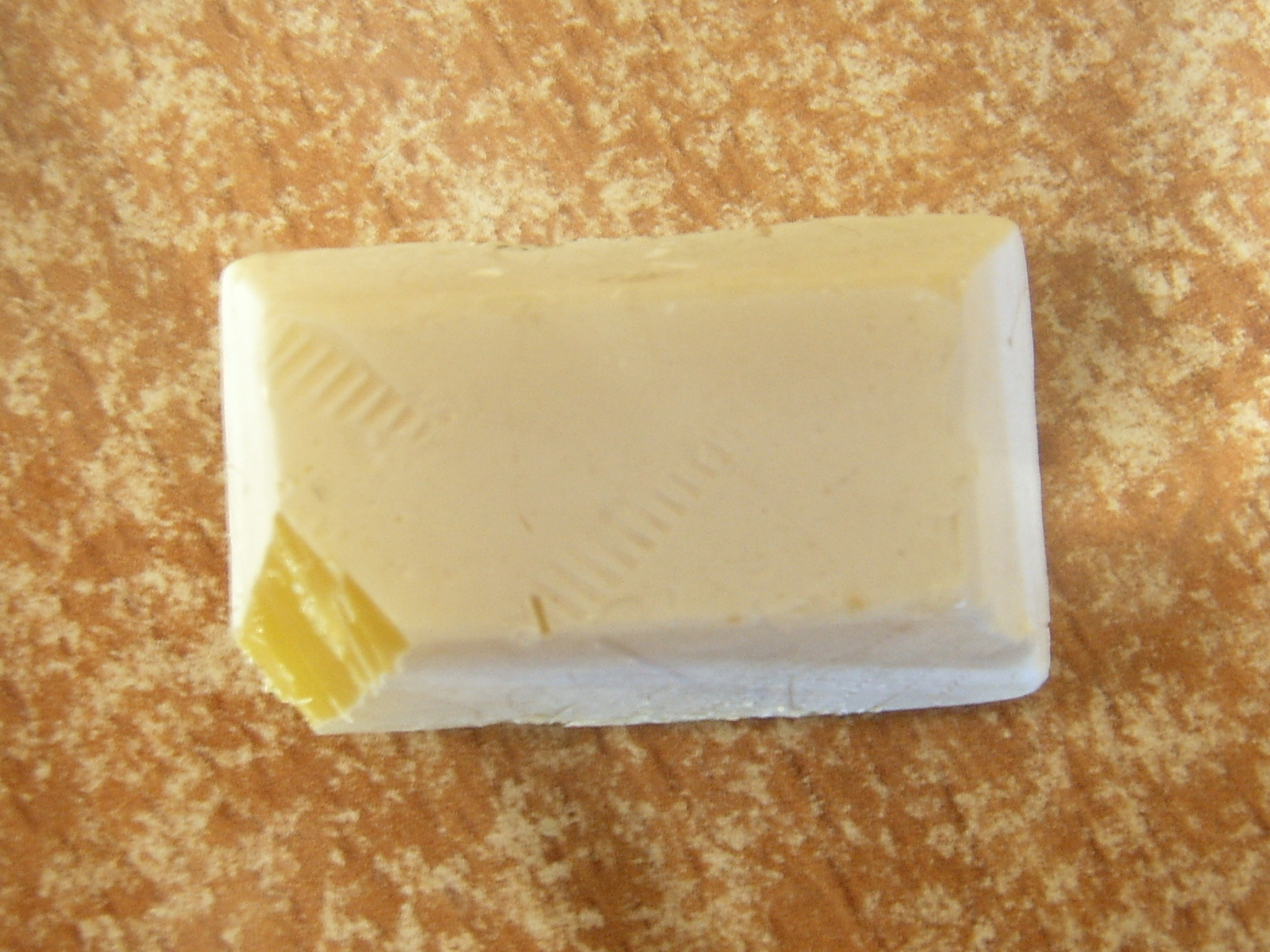
Білий фосфор із жовтим відтінком на зрізі під шаром води.

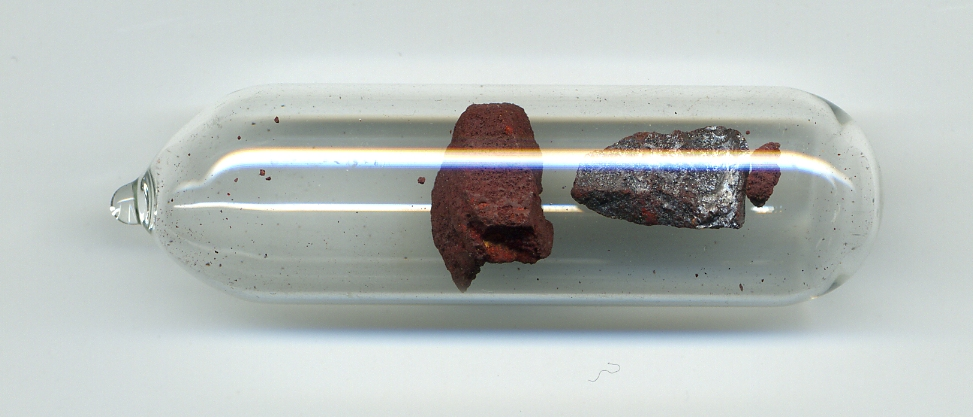
Червоний з лівої та фіолетовий фосфор з правої сторони

Проста речовина — фосфор. Неметал. Утворює декілька алотропічних модифікацій — білий фосфор (густина 1,828, tплав 44,14 °C), червоний фосфор (густина 2,3, tплав 590 °C) та ін.
Легко окиснюється киснем повітря до оксидів, галогенами — до галогенідів, при сплавленні із сіркою утворює сульфіди, а при нагріванні з металами — фосфіди. Білий фосфор (насправді внаслідок наявності домішок має жовтуватий відтінок і тому називають також жовтим фосфором) легко самозаймається, світиться в темряві, дуже отруйний, викликає сильні опіки; червоний фосфор (суміш декількох модифікацій, в якій переважає фіолетова) менш активний хімічно, не отруйний; чорний фосфор — найменш хімічно активний, за зовнішнім виглядом схожий на графіт, на відміну від білого та червоного фосфорів, які є ізоляторами, чорний фосфор — напівпровідник.
У вільному стані фосфор буває в кількох алотропічних модифікаціях. Найбільше значення мають так звані білий і червоний фосфор.
Білий фосфор — безбарвна воскоподібна речовина з жовтуватим відтінком, через що його називають також жовтим фосфором. Утворюється при швидкому охолодженні пари фосфору. Його густина 1,82 г/см³. Температура плавлення 44,1 °C, температура кипіння 280 °C. У воді практично не розчиняється, але добре розчиняється в сірковуглеці CS2.
Білий фосфор надзвичайно отруйний — на шкірі залишає хворобливі опіки. Доза його в 0,1 г — смертельна для людини. Працювати з ним слід дуже обережно.
На повітрі білий фосфор легко окислюється. При цьому частина хімічної енергії перетворюється у світло. Тому білий фосфор у темряві світиться.
Білий фосфор — легкозаймиста речовина. Температура його займання 40 °C, а в дуже роздрібненому стані він самозаймається на повітрі навіть при звичайній температурі. Тому білий фосфор зберігають під водою.
Червоний фосфор — порошкоподібна речовина червоно-бурого кольору. Утворюється при тривалому нагріванні білого фосфору в герметично закритому посуді при температурі близько 250 °C. Червоний фосфор не отруйний і не розчиняється у сірковуглеці. Густина 2,20 г/см³. Запалюється червоний фосфор лише при температурі 240 °C. При нагріванні не плавиться, а переходить безпосередньо з твердого в газоподібний стан (сублімує). При охолодженні пари фосфору переходять у білий фосфор.
Чорний фосфор — речовина, схожа на графіт, має шарувату будову. Масний на дотик, з металічним блиском, має властивості напівпровідників. Утворюється також з білого фосфору при тривалому нагріванні (200 °C) під великим тиском (1220 МПа).

## Хімічні властивості
Фосфор належить до п'ятої групи третього періоду періодичної системи елементів. Порядковий номер 15. Маючи на зовнішній електронній оболонці п'ять електронів: (15 = 2 + 8 + 5), атоми фосфору мають властивості окисника і, приєднуючи від атомів інших елементів три електрони, яких бракує для заповнення зовнішньої оболонки, перетворюються в негативно тривалентні йони: Р0 + 3e = Р3-. Фосфор менш активний окисник, ніж азот, оскільки його валентні електрони перебувають далі від ядра атома і слабше з ним зв'язані, ніж валентні електрони атомів азоту.
Атоми фосфору можуть також втрачати свої валентні електрони, перетворюючись при цьому в позитивно заряджені йони, наприклад Р0 - 5е = Р5+. У зв'язку з більшою віддаленістю валентних електронів від ядра атома фосфор набагато легше віддає ці електрони, ніж азот. Тому металічні властивості фосфору проявляються більш виразно, ніж в азоту.
З киснем фосфор сполучається досить енергійно, особливо білий, виділяючи значну кількість тепла і утворюючи пентаоксид фосфору P2O5:
4P + 5O2 → 2P2O5
Фосфор досить легко реагує і з іншими неметалами, особливо з хлором, з яким він навіть при невеликому нагріванні енергійно взаємодіє з утворенням безбарвних кристалів пентахлориду фосфору PCl5:
2P + 5Cl2 → 2PCl5
При дуже високій температурі фосфор, подібно до азоту, може сполучатися з багатьма металами, утворюючи фосфіди:
2P + 3Ca → Ca3P2
З воднем фосфор безпосередньо не взаємодіє. Але посереднім шляхом можна одержати сполуки фосфору з воднем. Наприклад, при дії на фосфід кальцію розведеної хлоридної кислоти утворюється фосфін PH3, який за своїми властивостями нагадує аміак:
Ca3P2+6HCl → 3CaCl2 + 2PH3↑

## Сполуки
Для фосфору характерним є ступінь окиснення «+5», якому відповідають природні фосфатні мінерали. Сполуки фосфору «+3» — відновники.
- Оксиди: P2O5 (який має тетраедричну структуру P4O10), P2O3, некласичні P4Ox (x=7…9).

- Кислоти

| Ступінь окиснення | Формула | Назва                  | Основність | Стійкі сполуки        |
| ----------------- | ------- | ---------------------- | ---------- | --------------------- |
| +1                | H3PO2   | гіпофосфітна кислота   | 1          | кислота, солі         |
| +3                | H3PO3   | фосфітна кислота       | 2          | кислота, солі         |
| +5                | (HPO3)n | метафосфатні кислоти   | n          | кислоти, солі (n ≥ 3) |
| +5                | H3PO4   | (орто)фосфатна кислота | 3          | кислота, солі         |
| +5                | H4P2O7  | пірофосфатна кислота   | 4          | кислота, солі         |

- Галогеніди фосфору: PCl5, POCl3, PCl3 та аналогічні бурхливо взаємодіють з водою, утворюючи галогенводневі кислоти.

## Отримання
У вільному стані фосфор одержують відновленням фосфату кальцію вугілля в присутності діоксиду кремнію: Са3(PO4)2 + 3SiO2 → 3CaSiO3 + P2O5
P2O5 + 5C → 2P + 5CO↑
Процес відновлення здійснюють у спеціальних електричних печах при температурі близько 1500 °C. Діоксид кремнію (пісок) додається для зниження температури реакції, витиснення фосфатного ангідриду з фосфату кальцію і видалення з печі твердих продуктів у вигляді розплавленого шлаку CaSiO3. Одержуваний фосфор виділяється в пароподібному стані, який потім охолоджують і збирають у приймачі з водою.

## Застосування
У практиці застосовується переважно червоний фосфор, головним чином у сірниковому виробництві. В суміші з товченим склом і клеєм червоний фосфор наносять на бічні поверхні сірникових коробок. До складу головок сірників фосфор не входить. Вони виготовляються з суміші хлорату калію KClO3, діоксиду мангану MnO2, сірки, товченого скла і клею. При терті головки сірника об бічну поверхню сірникової коробки запалюється фосфор, який підпалює головку сірника, а від головки запалюється й дерево сірника.
Червоний фосфор застосовують в металургії як розкиснювач і компонент деяких металічних сплавів, сполуки фосфору — як добрива (суперфосфат) і в медицині. Штучний радіоактивний ізотоп 32Р — як мічений атом (Т1/2 = 14,22 доби, β-випромінювач).

## Біологічна роль
Фосфатний зв'язок поєднує послідовні нуклеотиди в нитках ДНК та РНК.
АТФ слугує головним енергетичним носієм клітин.
Фосфоліпіди формують клітинні мембрани.
Міцність кісток визначається наявністю у них фосфатів.

## Токсикологія та перша допомога
Хронічне отруєння білим фосфором може призвести до виродження жирової тканини та загнивання нижньої щелепи. При потраплянні на шкіру чи в очі негайно промивають 5% розчином CuSO4·5H2O і накладають пов'язку просочену цим же розчином. Цим же розчином гасять білий фосфор, при цьому він вкривається металевою міддю, що ізолює його від доступу повітря:
P4 + 10CuSO4 +16H2O → 10Cu↓ + 4H3PO4 + 10H2SO4
При потраплянні всередину дають блювотне: 20 г CuSO4·5H2O на 2–3л теплої води, що також нейтралізує фосфор його окисненням. Постраждалому не можна давати молоко, оскільки наявні в ньому краплини жиру розчиняють фосфор, сприяючи його всмоктуванню стінками кишечника.